# Chris Sheffield
Christopher "Chris" Sheffield es un actor estadounidense, más conocido por haber interpretado a Ben en la película The Maze Runner y a Will Mason en la serie The Last Ship.

## Biografía
Es hijo de Carl Sheffield y Dolores Sheffield, y su hermano Ryan Sheffield es un artista y escritor.

## Carrera
En 2014 apareció en la película The Maze Runner, donde dio vida al corredor Ben. Ese mismo año se unió al elenco recurrente de la serie The Last Ship, donde interpretó al alférez William "Will" Mason hasta los dos primeros episodios de la tercera temporada en 2016.

## Filmografía

### Series de televisión
| Año             | Título                                     | Personaje                | Notas                              |
| --------------- | ------------------------------------------ | ------------------------ | ---------------------------------- |
| 2015 - presente | Aquarius                                   | Walt Hodiak              | 11 episodios                       |
| 2014 - 2016     | The Last Ship                              | William "Will" Mason     | 20 episodios                       |
| 2014            | Happyland                                  | Noah Watson              | 4 episodios                        |
| 2011            | CSI: Miami                                 | Travis Reeves            | episodio "Blown Away"              |
| 2011            | Brothers & Sisters                         | Joven Brody              | episodio "For Better or for Worse" |
| 2011            | Criminal Minds: Suspect Behavior           | Shawn Meeks              | episodio "Here Is the Fire"        |
| 2010            | NCIS: Naval Criminal Investigative Service | Vince                    | episodio "Guilty Pleasure"         |
| 2009            | Greek                                      | Miembro de los Omega Chi | 2 episodios                        |

### Películas
| Año  | Título                         | Personaje    | Notas |
| ---- | ------------------------------ | ------------ | --- |
| 2014 | The Maze Runner                | Ben          | junto a Dylan O'Brien, Kaya Scodelario, Thomas Brodie-Sangster, Ki Hong Lee, Aml Ameen, Will Poulter y Blake Cooper |
| 2012 | General Education              | Levi Collins | junto a Maiara Walsh, Sam Ayers, Skylan Brooks, Bobby Campo, Seth Cassell, Federico Dordei y Janeane Garofalo       |
| 2011 | Transformers: Dark of the Moon | Joven        | junto a Shia LaBeouf, Rosie Huntington-Whiteley, Josh Duhamel, Tyrese Gibson, Patrick Dempsey y Frances McDormand   |

### Apariciones
| Año  | Título           | Notas                                                                |
| ---- | ---------------- | -------------------------------------------------------------------- |
| 2013 | Teens Wanna Know | episodio "The Sweet Suite Benefit for Juvenile Arthritis Red Carpet" |